# Chiesa di Santa Elisabetta delle Convertite
La chiesa di Santa Elisabetta delle Convertite è un luogo di culto, oggi ortodosso, di Firenze, situato in via de' Serragli.

## Storia
La chiesa faceva parte dell'omonimo monastero, fondato nel 1330 per iniziativa della Compagnia dei Laudesi di Santo Spirito. Alcune fonti fanno confusione indicando questo monastero come nato nel 1285 per le Pinzochere del terzo ordine francescano, ma queste notizie sono invece da riferire al monastero di Santa Elisabetta del Capitolo che aveva sede in via dei Malcontenti (oggi via San Giuseppe), a cui si unirono, traslocando ivi, le ultime Convertite nel 1837 e che da allora venne pure detto "delle Convertite". 
Il Laudesi ottennero dal Comune un vasto appezzamento di terreno che comprendeva i resti della ormai vecchia cerchia muraria (superati da quelli più ampi dell'ultima cerchia arnolfiana) che correvano lungo l'attuale via dei Serragli fino alla porta di Giano della Bella, presso via del Campuccio. Già nel 1333 il monastero veniva inaugurato, col beato Simone da Cascia che diede alle monache la Regola agostiniana.
Il monastero di Santa Elisabetta si chiamava "delle Convertite" perché accettava anche le prostitute che si pentivano e intendevano redimersi, sia per vocazione che per regioni legate alla povertà, a infermità o anzianità. Alcune donne, magari adultere o solo di cattiva fama, potevano anche esservi confinate dai Signori Otto. Come scrisse il Carocci, il monastero era retto da monache, ma le donne che vi entravano venivano inizialmente inquadrate nel terzo ordine, per questo avevano una certa indipendenza: lavoravano per proprio provento e tenevano orti e pollame. Le meretrici "convertite" erano sepolte in chiesa, come le monache, in una zona definita nei pressi del confessionale. Il fatto di accettare le donne bisognose, anche se incapaci di corrispondere i necessari mezzi finanziari al loro sostentamento, rendevano la gestione economica del monastero non facile e, non essendo sufficienti le elemosine, le donazioni, le occasionali eredità e confische, le monache potettero contare su una percentuale sulle tasse e sulle multe inflitte dagli Ufficiali dell'Onestà e dagli Ufficiali di Notte, responsabili rispettivamente della regolamentazione della prostituzione e del buon costume cittadino. Per questo le monache non avevano interesse che il numero di prostitute in città diminuisse, anzi una singolare supplica al granduca Cosimo II del 31 agosto 1614 chiese di desistere dal proposto di schedare le prostitute segrete in una lista degli Ufficiali, poiché avrebbe favorito la fuga delle donne dallo Stato ed avrebbe maggiormente spinto le rimanenti alla segretezza, senza pagare alcuna tassa alla badessa. Essa infatti doveva ricevere una tantum un versamento di venti scudi a cui essa rilasciava una ricevuta, sua e del Procuratore, che assicurava una certa libertà di esercizio. 
Nel 1624 il monastero fu ingrandito grazie all'aiuto di Maria Maddalena d'Austria, madre vedova del granduca Ferdinando II, e incorporò la casa natale di san Filippo Neri (nato nel 1515). La granduchessa aveva infatti ottenuto una grazie per la salute del figlio, grazie a un crocifisso conversato in questa chiesa che era stato portato in processione fino a palazzo Pitti.
Fu soppresso in età francese, nel 1808, e dopo alterne vicende le ultime monache vennero trasferite in via dei Malcontenti (oggi quel tratto è chiamato via San Giuseppe) dal 1837, presso il convento di Santa Elisabetta del Capitolo.
In seguito è stato adibito a vari usi: nel 1886 divenne la sede della Società dell'Omnibus a cavallo e in seguito la sede dell'Istituto Pio X Artigianelli, dove venivano accolti bambini orfani e avviati ad un mestiere.
Oggi la chiesa è affidata alla comunità georgiana ortodossa.

## Descrizione

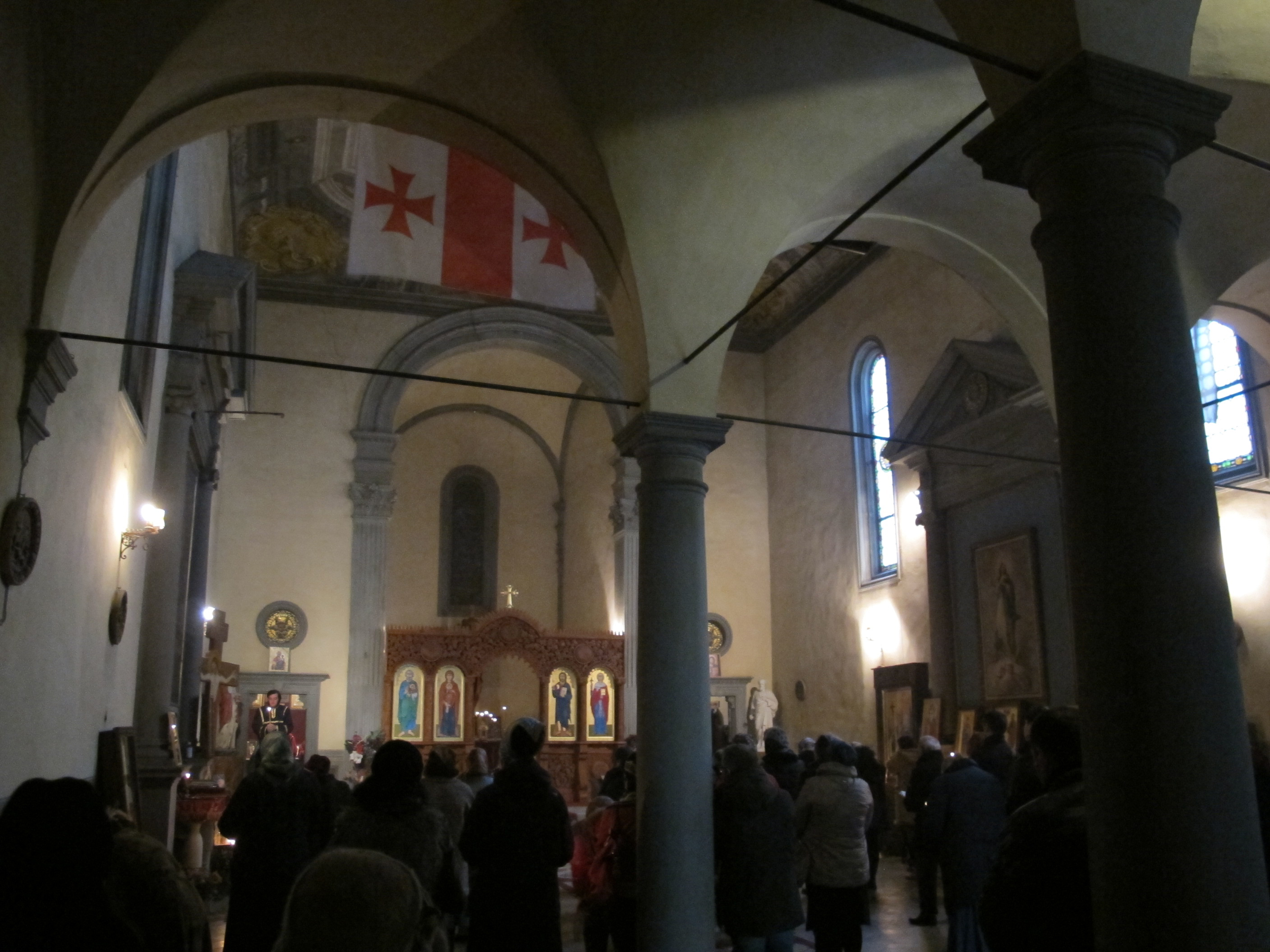
Interno

La chiesa, all'angolo tra via de' Serragli e via del Campuccio, è un piccolo ambiente ancora ricco di opere di valore storico, che fu restaurato dall'architetto Giuseppe Castellucci ai primi del Novecento.
Il soffitto della chiesa è affrescato con la Gloria di santa Maria Maddalena dipinto da Alessandro Gherardini. All'interno è conservata anche la pala con l'Adorazione dei pastori della scuola di Michele di Ridolfo del Ghirlandaio. 
Al vicino numero 104 di via de' Serragli è presente un tabernacolo della Crocifissione coi dolenti attribuito a Bernardino Poccetti, o a Giovanni da San Giovanni.
Tra gli ambienti dell'antico convento spicca l'ex-chiostro, che ospita ancora una scuola e alcuni laboratori artigiani legati all'Istituto Pio X Artigianelli, ed è accessibile da via dei Serragli. Qui si conservano anche numerose memorie storiche, tra cui un busto di Umberto I donato da Tommaso Corsini, una targa a monsignor Bruno Panerai, una ai caduti della prima guerra mondiale, due a san Filippo Neri, a cui è dedicato anche il pozzo al centro, e uno stemma Martelli.

## Opere già in Santa Elisabetta delle Convertite
- Sandro Botticelli, Pala delle Convertite (1491-1493 circa), oggi nella Courtauld Gallery di Londra
- Sandro Botticelli, Maddalena che ascolta la predica di Cristo (1491-1493 circa), oggi nel Philadelphia Museum of Art
- Sandro Botticelli, Festa in casa di Simone (1491-1493 circa), oggi nel Philadelphia Museum of Art
- Sandro Botticelli, Noli me tangere (1491-1493 circa), oggi nel Philadelphia Museum of Art
- Sandro Botticelli, Comunione e assunzione della Maddalena (1491-1493 circa), oggi nel Philadelphia Museum of Art